# 안젤리크 페티존
안젤리크 페티존(Angelique Pettyjohn, 1943년 3월 11일 ~ 1992년 2월 14일)은 미국의 배우, 텔레비전 배우, 영화배우이다.
로스앤젤레스에서 태어났으며 라스베이거스에서 사망하였다. 사인은 자궁경부암이다.

## 영화
- 더 위저드 오브 스피드 앤 타임 (1988년)
- 바이오하자드 (1985년)
- 로스트 엠파이어 (1985년)
- 텔 미 댓 유 러브 미, 주니 문 (1970년)
- 매드 닥터 오브 블러드 아일랜드 (1968년)
- 웨어 워 유 웬 더 라이트 웬 아웃? (1968년)
- 가이드 포 더 메리드 맨 (1967년)
- 클램베이크 (1967년)
- 겟 스마트 (1965년)
- 팬텀 플래닛 (1961년)